# Upogebia rostrospinosa
Upogebia rostrospinosa is een tienpotigensoort uit de familie van de Upogebiidae. De wetenschappelijke naam van de soort is voor het eerst geldig gepubliceerd in 1955 door Bott.